# NHIndustries
NHIndustries je proizvođač helikoptera osnovan 1992. godine od njemačko-francuskog Eurocoptera, talijanskog Agusta i nizozemskog Stork Fokker Aerospacea.
Udjeli navedenih kompanija u NHIndustries su sljedeći :
- Eurocopter 62.5%
- Agusta: 32%
- Fokker: 5.5%

NHIndustries je posebno osnovana za projektiranje i razvoj, proizvodnju i logističku potporu helikoptera serije NHI NH90.

## External links
- Službene stranice NHIndustries